# Тревельян, Чарльз Эдвард
Сэр Чарльз Эдвард Тревельян, 1-й баронет (2 апреля 1807—19 июня 1886) — британский государственный служащий и колониальный администратор. В молодости он работал с колониальным правительством в Калькутте в Индии. Он вернулся в Великобританию и занял пост помощника министра финансов. В это время он отвечал за координацию реакции правительства на голод в Ирландии. В конце 1850-х и 1860-х годах он служил там на руководящих должностях. Тревельян сыграл важную роль в процессе реформирования британской государственной службы в 1850-х годах (Northcote–Trevelyan Report).
Тревельяна в основном помнят за неоднозначную роль, которую он сыграл в реакции британского правительства на неурожай картофеля в Ирландии и последующий Великий голод 1840-х годов.
В разгар голода Тревельян не спешил распределять прямую государственную продовольственную и денежную помощь ирландцам из-за своей твёрдой веры в экономику невмешательства ("laissez-faire") и свободу действий рынка. Он известен и тем, что позволял себе  крайне пренебрежительные замечания об ирландцах в письме ирландскому пэру, заявив, что «суд Божий послал бедствие, чтобы преподать ирландцам урок». Защитники Тревельяна говорят, что иные более важные факторы, чем его действия и убеждения, оказались более существенными для возникновения голода и вызванной им высокой смертности.

## Происхождение и образование
Чарльз Тревельян происходил из старинной корноуэллской семьи. Он родился в Тонтоне графстве Сомерсет в семье досточтимого о. Джорджа Тревельяна, корнуэллского священника, позже архидиакона Тонтона, 3-й сына сэра Джона Тревельяна  из Неттлкомб Коурт в Сомерсете. Его матерью была Гарриет Нив, дочь сэра Ричарда Нива, управляющего Банком Англии.
Большая часть богатства семьи была получена от содержания рабов в Гренаде.
Чарльз Тревельян получил образование в Школе Бланделла в Девоне, в Школе Чартерхаус, а затем в Колледже Ост-Индской компании в Хейлибери в Хартфордшире. Р. А. К. Бальфур заявил, что «на него в молодости повлияло членство его родителей в Клэпхэмской секте — группе образованных семей, известных как своей строгостью принципов, так и пылким евангелизмом».  Тревельян учился у экономиста Томаса Мальтуса, когда тот преподавал в Хейлибери. Его жесткая приверженность мальтузианской теории населения во время ирландского голода часто приписывается этому сформировавшему его влиянию.

## Карьера

### Служба в Индии
В 1826 году, ещё будучи молодым человеком, Тревельян присоединился к Ост-Индской компании  и в качестве автора и был отправлен на государственную службу Бенгалии в Дели. Там, благодаря сочетанию усердия и самодисциплины с выдающимися интеллектуальными способностями, он добился быстрого продвижения по службе. Уже в первые голы службы он продемонстрировал отличное знание азиатских языков и их диалектов. 4 января 1827 года Тревельян был назначен помощником сэра Чарльза Теофила Меткалфа, уполномоченного в Дели, там за четыре года пребывания на этой должности ему было поручено выполнение нескольких важных миссий. Некоторое время он был опекуном юного Мадху Сингха, раджи из Бхаратпура. Он также работал над улучшением условий жизни коренного населения. Он отменил транзитные пошлины, которые уже долгое время сковывали внутреннюю торговлю Индии. За эти и другие заслуги он получил особую благодарность генерал-губернатора. Перед отъездом из Дели он пожертвовал личные средства на строительство широкой улицы через новый пригород, затем в ходе строительства она стала называться Тревельянпур.
Однако его самодовольное и часто нескромное поведение вызывало симпатию у немногих из его коллег и вовлекало его в почти постоянные споры.
В 1831 году он переехал в Калькутту и стал заместителем секретаря правительства по политическому отделу. Тревельян был особенно усерден в деле образования, и в 1835 году во многом благодаря его настойчивости, правительство приняло решение в пользу распространения европейской литературы и науки среди индийцев. Отчёт об усилиях правительства, озаглавленный «Об образовании народа Индии», был опубликован Тревельяном в 1838 году. В апреле 1836 года он был назначен секретарем налоговой палаты Саддера и занимал эту должность до своего возвращения в январе 1838 года.

### Служба в Лондоне

#### Руководство помощью голодающим в Ирландии
По возвращении в Великобританию 21 января 1840 года Тревельян был назначен помощником секретаря Казначейства Ее Величества и в этой должности служил до 1859 года. В 1845–1847 годах он руководил работами по оказанию помощи во время Великого голода в Ирландии, за время его службы более 734 000 ирландцев были наняты правительством. В общей сложности около миллиона человек в Ирландии, по надежным оценкам, умерли от голода и эпидемий между 1846 и 1851 годами, а около двух миллионов человек эмигрировали за период немногим более десяти лет (1845–1855). 27 апреля 1848 года в награду за заслуги Тревельян был признан рыцарем-командором Ордена Бани.
Последствия стихийного бедствия необычайных масштабов Великого голода в Ирландии были серьёзно усугублены действиями и бездействием правительства вигов во главе с лордом Джоном Расселом в решающие 1846-1852 годы. Многие представители высших и средних классов Британии считали, что этот голод — божий суд для нечестивых католиков — акт Провидения. Тревельян разделял эту точку зрения, он же нёс главную ответственность за формирование и руководство политикой помощи Ирландии в годы голода. В своей книге «Ирландский кризис», опубликованной в 1848 году, Тревельян описал голод как «прямой удар премудрого и всемилостивого Провидения», обнаживший «глубокий и застарелый корень социального зла». Он заявил, что голод был «резким, но действенным средством, с помощью которого, вероятно, будет достигнуто излечение… Дай Бог, чтобы поколение, которому была предложена эта великая возможность, могло правильно выполнить свою роль…». Такая точка зрения Тревельяна оказала влияние на решение правительства ничего не делать для сдерживания массовых выселений.
Находясь на своём посту в казначействе либерального правительства вигов, Тревельян имел значительное влияние на решения парламента, особенно на планы оказания помощи в Ирландии.  Вместе с правительством вигов он считал, что Ирландии пора встать на путь исправления, и что позиция «laissez-faire» (принципа экономического невмешательства) была бы лучшим решением. Хотя усилия, предпринятые Тревельяном, не приводили к устойчивому улучшению ситуации, он считал, что, если британское правительство даст Ирландии всё необходимое для выживания, то ирландский народ будет и дальше полагаться только на правительственную помощь, а не решать свои проблемы самостоятельно.
Летом 1846 года Тревельян приказал закрыть программы помощи ирландцам, начатые правительством Роберта Пиля и действовавшие в начале Великого голода. Это было сделано 21 июля 1846 года сэром Чарльзом Вудом. Тревельян считал, что если помощь будет продолжаться, пока разворачивается новый продовольственный кризис, бедняки станут зависимыми от постоянной поддержки со стороны государства.
После окончания программ предыдущего правительства виги учредили "Закон о трудовых ставках" (Labour Rate Act), который предоставлял помощь только в наиболее пострадавших от голода районах. Для реализации этого Закона о ставках необходимо было время, что соответствовало планам Тревельяна, способствующему тому, чтобы британское правительство тратило минимальные средства для спасения голодающих.  Его прозвали «краеугольным камнем (стрежнем) спасательных операций» ("lynchpin of relief operations"). Тревельян считал, что рабочие должны были воспринять это как счастливое событие, чтобы воспользоваться тем, что он назвал «временем передышки», для уборки урожая и выполнения оплачиваемой работы по сбору урожая для крупных землевладельцев. Но возобновление гибели урожая картофеля лишило рабочих возможности собирать урожай, а фермеров — сельскохозяйственных работ, для которых они могли бы нанимать рабочих.
В том же году Тревельян выразил свое мнение в письмах к  бывшему канцлеру казначейства лорду Томасу Спринг Райсу и в статье в «The Times».
Тревельян писал лорду Томасу Спринг Райсу, что голод был «эффективным механизмом сокращения избыточного населения» и «судом Божьим». Далее он писал, что «настоящее зло, с которым нам приходится бороться, — это не физическое зло смертного голода, а моральное зло эгоистичного, извращенного и буйного характера людей». В письме  от 9 октября 1846 года тому же адресату Тревельян утверждал, что «государственные учреждения изо всех сил стараются облегчить это великое бедствие и предотвратить эту опасность», поскольку это было в их силах. В своём письме Тревельян хвалил правительство и осуждал ирландских дворян, обвиняя их в распространении голода. Он считал, что землевладельцы должны нести ответственность за то, чтобы кормить своих батраков и повышать продуктивность сельскохозяйственных земель. The Times, соглашалась с Тревельяном, обвиняла дворян в том, что они не давали указание своим арендаторам улучшать продуктивность земель их поместей и не сажали другие культуры, кроме картофеля. В своем письме лорду Монтиглу Тревельян определил дворянство как «дефектную часть национального характера» и бранил их за то, что они ждали, что правительство всё исправит, "как будто они сами не играют никакой роли в этом великом кризисе". Тревельян оправдывал действия — как и  бездействие — британского правительства. Важно подчеркнуть, что в 1846 году, когда было уничтожено более девяноста процентов урожая картофеля, одновременно были собраны большие урожаи овса и зерновых, и если бы эти культуры были распределены среди ирландцев, а не экспортированы, массового голода можно было бы избежать.
Однако, выращенный в хозяйствах крупных землевладельцев урожай овса и зерновых, а также мяса, под вооружённой охраной тоннами экспортировался в Англию. Тем временем в Ирландии от голода умерло миллион человек, а ирландцы с нарастающей яростью наблюдали как корабли с ирландским овсом и зерном отходили по расписанию от их берегов для отправки в Англию. Продовольственные беспорядки вспыхнули в таких портах, как Югал, недалеко от Корка, где люди безуспешно пытались конфисковать судно с овсом. В Дангарване, графство Уотерфорд, британские солдаты были забросаны камнями, после того, как стреляли в толпу, убив по меньшей мере двух человек и ранив ещё нескольких. Затем для речных судов был предоставлен британский военно-морской эскорт.

#### Помощь во время неурожая картофеля в Северной Шотландии
Вскоре фитофтора картофеля  распространилась и на Западное нагорье Шотландии, вызвав такие же как и в Ирландии лишения и смерти.

Во время неурожаев картофеля и голода на севере Шотландии в 1846–1857 годах Тревельян был тесно связан с работой Центрального совета помощи Хайленду. Широко распространено мнение, что его бездействие и личное негативное отношение к ирландцам замедлили оказание помощи голодающим. Однако при этом он проявил совсем иное отношение к сходным проблемам, возникшим на севере Шотланлии в Хайленде; в одном письме о ситуации в Шотландии от 29 апреля 1846 года Тревельян писал: 
Наши меры должны осуществляться с минимальным нарушением обычного хода частной торговли, которая всегда должна быть главным источником существования народа, но, coûte que coûte (любой ценой), люди не должны ни при каких обстоятельствах умирать с голоду.
 В 1851 году, в ответ на этот кризис, Тревельян и сэр Джон Макнил основали Общество эмиграции Хайленда и островов. С 1851 г. до своего закрытия в 1858 г. общество спонсировало эмиграцию около 5000 шотландцев в Австралию, тем самым завершая опустошение шотландского огораживания.

### Реформа государственной службы
В 1853 году Тревельян предложил организовать новую систему найма людей на государственную гражданскую службу. Доклад Норткота-Тревельяна, подписанный им самим и сэром Стаффордом Норткотом в ноябре 1853 года и озаглавленный «Организация постоянной государственной службы», заложил основу для обеспечения приема квалифицированных и образованных людей на должности, которые, в основном,занимали ранее представители аристократических и влиятельных семей, извлекающиъ выгоду из личных связей. Система была задумана как способ поощрения за заслуги и по способностям.

### Возвращение в Индию

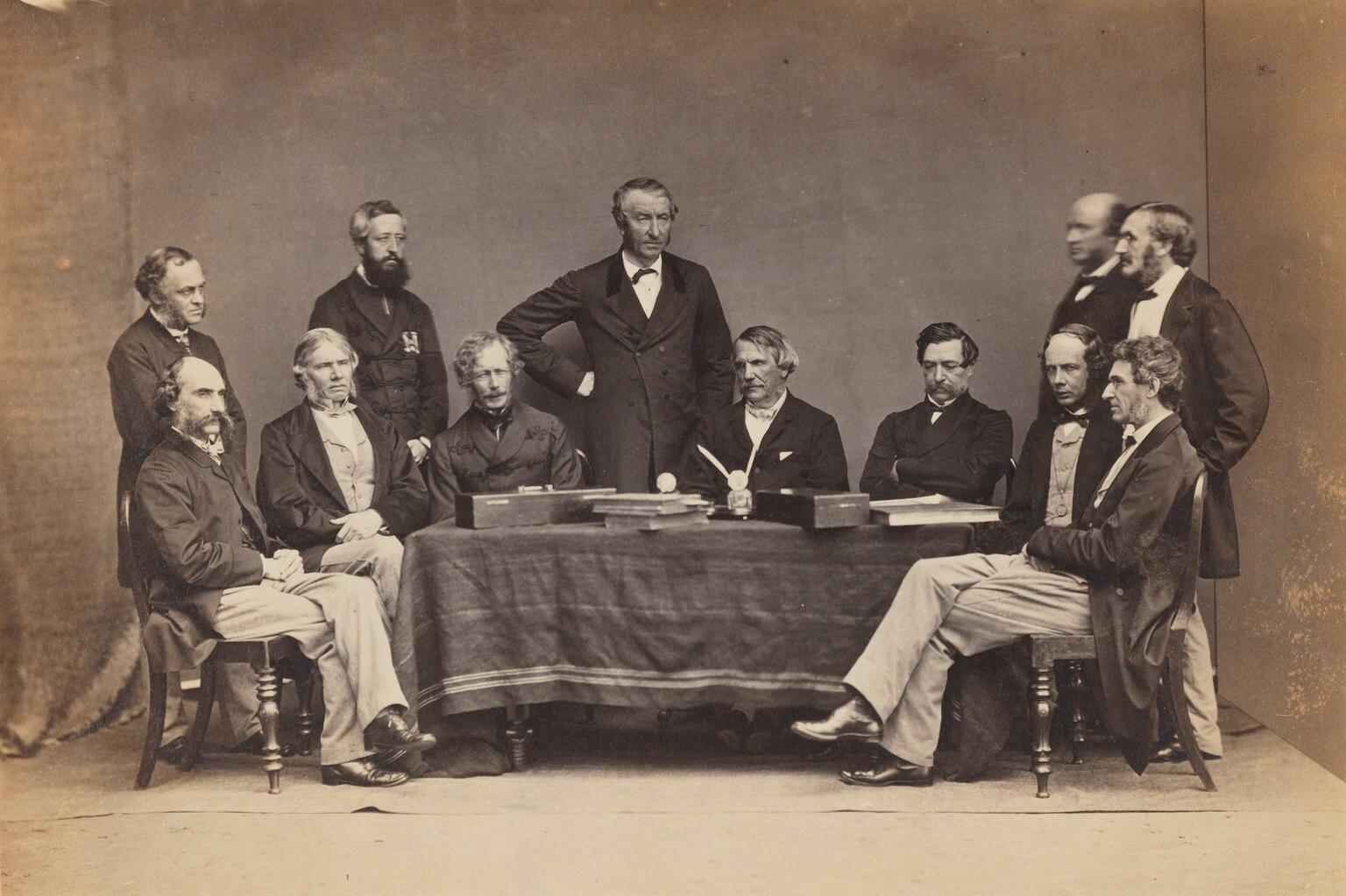
Верховный / Исполнительный совет и секретари вице-короля Индии, Симла, 1864 год. Слева направо: сидят — неизвестный; Чарльз Тревельян; Хью Роуз; Джон Лоуренс; Роберт Нэпьер; Генри Мэн; г-н Грей. Стоят — неизвестный; Генри Норман; Генри Марион Дюран; Эдвард Клайв Бэйли; Джон Стрейчи.

В 1858 году Лорд Харрис подал в отставку с поста губернатора Мадраса, и Тревельяну было предложено занять это место. Он оставался знатоком в восточных делах благодаря неослабевающему вниманию ко всем вопросам, связанным с Индией. И весной 1859 года Тревельян приступил к своим обязанностям губернатора Мадраса. Вскоре он добился популярности на этом посту. Утверждается, что благодаря его действиям наступил мир между местными жителями и правительством. Была проведена оценка, организована система полицейской службы  во всех её аспектах, и, вопреки традициям Ост-Индской компании, земля продавалась за простую плату любому, кто хотел её купить. Эти и другие реформы, предложенные или разработанные Тревельяном, снискали благодарность и уважение населения Мадраса.
Всё было в порядке до февраля 1860 года. К концу 1859 года Джеймс Уилсон был назначен финансовым членом законодательного совета Индии. В начале нового года он предложил план сокращения расходов и налогообложения, с помощью которого он надеялся улучшить финансовое положение британской администрации: его план был 18 февраля представлен в резиденции правительства в Калькутте и отправлен в Мадрас. 4 марта в Калькутту была отправлена открытая телеграмма, в которой говорилось о отрицательном мнении губернатора и совета Мадраса по этому предложению. 9 марта в Мадрас было отправлено письмо, в котором говорилось о возражении центрального правительства против передачи такого сообщения в открытой телеграмме в то время, когда настроения местных жителей нельзя было считать стабильными. В то же время представителю правительства Мадраса в законодательном совете Индии было запрещено следовать инструкциям своего начальства, излагать свои взгляды на обсуждение и защищать их интересы. 21 марта правительство направило в Мадрас ещё одну телеграмму, в которой заявило, что законопроект будет внесён, и направило его на рассмотрение комитета, который должен был представить отчёт через пять недель. 26 марта предложения Тревельяна и его совета были перенесены на бумагу, и с его разрешения документ попал в газеты.
По прибытии этих сведений в Британию губернатор Мадраса был немедленно отозван. Это решение вызвало много дискуссий как внутри, так и за пределами Парламента. Защищая отзыв Тревельяна, Пальмерстон, выступая в парламенте, сказал:
Несомненно, это <событие> выражает резкое порицание известного поступка в публичном поле сэра Чарльза Тревельяна, однако сэр Чарльз Тревельян обладает столь многими присущими ему достоинствами, что их невозможно затмить - затмить одним этим простым поступком, и я верю, что в своей будущей карьере он может быть полезен для государственной службы, которую будет исполнять с честью.
Сэр Чарльз Вуд, Президент Контрольного совета, сказал: 
Более  ревностного, честного и независимого слуги его величества не могло ьы и быть. Он был потерей для Индии, но возникла бы опасность, если бы ему позволили остаться после того, как он принял курс, столь подрывающий всякую власть, столь боязливо стремящаяся поставить под угрозу наше правление и столь вероятно спровоцировавший народ на восстание против центральной власти

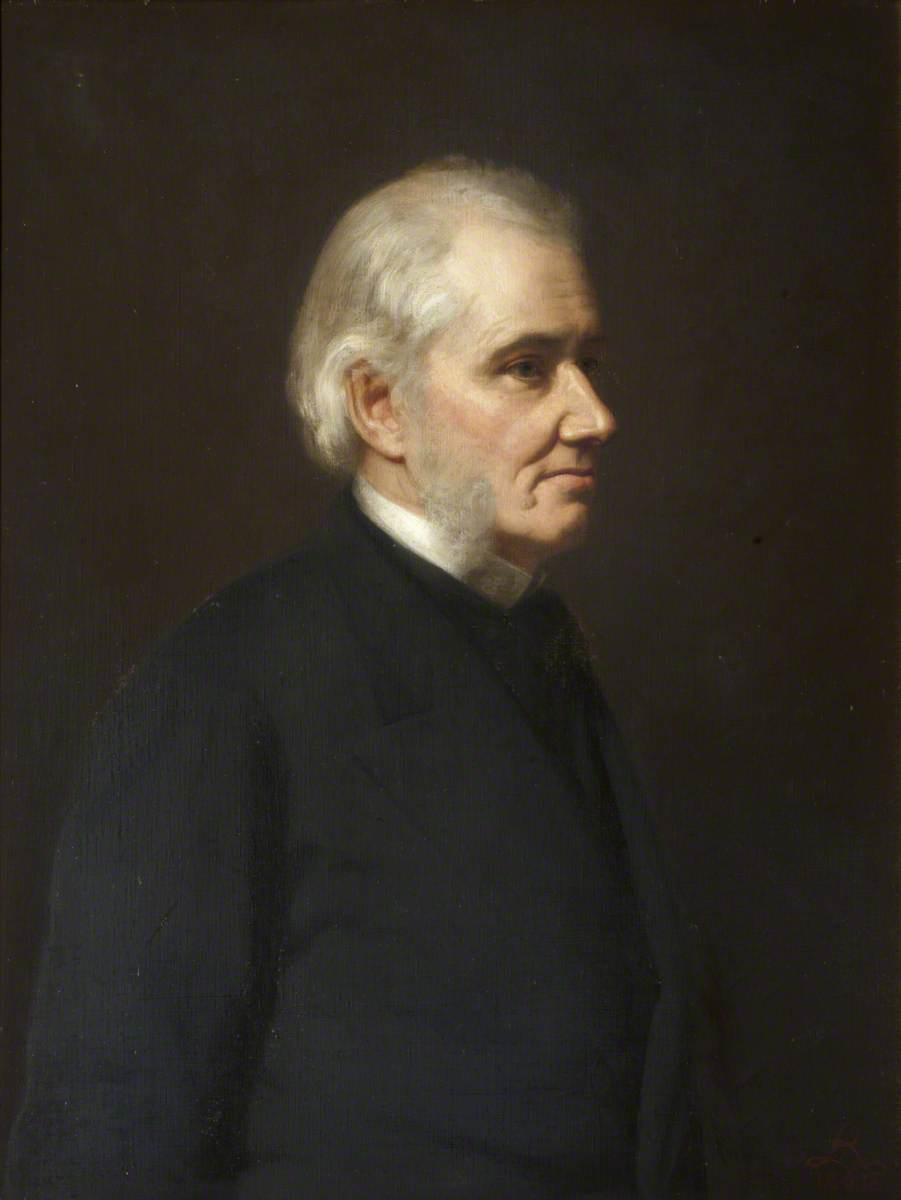
Сэр Чарльз Тревельян в 1878 году, портрет кисти Р. Лемана.

В 1862 году Тревельян вернулся в Индию в качестве министра финансов. Его пребывание на посту ознаменовалось важными административными реформами и обширными мерами по развитию природных ресурсов в Индии посредством общественных работ. В 1862 году Тревельян поручил полковнику Дугласу Гамильтону передвижную комиссию провести исследования и сделать чертежи для правительства всех холмистых плато в Южной Индии, которые, вероятно, подходили, как Sanitaria, или помещения для европейских войск.
По возвращении домой в 1865 году Тревельян занялся обсуждением вопроса о закупке армии, по которому он давал показания перед королевской комиссией в 1857 году. Позже он был связан с различными социальными вопросами, такими как благотворительность, нищенство, и тому подобное, и при лечении оных. Он был стойким либералом и поддерживал дело либералов в Нортамберленде, проживая в Уоллингтон-холле в этом графстве. Тревельян умер на Итон-сквер, 67 в Лондоне 19 июня 1886 года в возрасте 79 лет.

## Семья
Тревельян был дважды женат:
- Первый раз 23 декабря 1834 года в Индии на Ханне Мор Маколей (ум. 5 августа 1873 г.), сестре лорда Маколея, затем члена верховного совета Индии и одного из ближайших друзей Тревельяна. От первой жены у него было трое детей:
  - Дочь – Маргарет Джин Тревельян (1835–1906), 25 ноября 1858 вышла замуж за Генри Холланда, для Холланда это был второй брак.
  - Сын – сэр Джордж Отто Тревельян[англ.], второй баронет (1838–1928), государственный деятель, его сын историк Джордж Маколей Тревельян, продолжатель дела своего двоюродного деда.
  - Дочь – Элис Фрэнсис Тревельян (1843–1902), замужем за Уильямом Стрефордом Дагдейлом (William Stratford Dugdale, 1828–1882), сыном британского политика Уильяма Стрефорда Дагдейла (старшего) (1800–1871)
- Второй раз 14 октября 1875 года он женился на Элеоноре Энн Кэмпбелл, дочери Уолтера Кэмпбелла из Айлея в Шотландии.

## Упоминание в массовой культуре
Тревельян упоминается в современной ирландской народной песне "Поля Атенрая" Пита Сент-Джона о Великом ирландском голоде: "Майкл, они забрали тебя / потому что ты украл зерно у Тревельяна, / чтобы дети могли увидеть рассвет. / Теперь тюремный корабль ждет в бухте.".